# بخش پروون
بخش پروون (به فرانسوی: Arrondissement de Provins) یک بخش در فرانسه است که در سن-ا-مرن واقع شده‌است.